# Colobra bordelesa
La colobra bordelesa o colobra llisa meridional, o serp llisa meridional (Coronella girondica) és una espècie de serp de la família Colubridae que es troba al sud d'Europa i al nord d'Àfrica, incloent-hi els Països Catalans. No se'n coneix cap subespècie.
Aquesta serp es troba amenaçada per destrucció de l'hàbitat.